# Stephen Barber
Stephen Barber é um tecladista estadunidense, conhecido por seu trabalho com a banda The Electromagnets, e com Eric Johnson.
Em 2004, entrou para o Hall da Fama da revista The Austin Chronicles.

## Discografia

### Solo
- 2005 - The Rainbow Bear
- 2011 - Astral Vinyl[3]